# Liste des conseillers nationaux du canton de Bâle-Campagne
Cette page liste les représentants du canton de Bâle-Campagne au Conseil national depuis la création de l'État fédéral en 1848.

## Abréviations des partis
| - AdI : Alliance des Indépendants - DS : Démocrates suisses - DVV : Demokratisch-volkswirtschaftliche Vereinigung - PCP : Parti conservateur populaire - PDC : Parti démocrate-chrétien - DEM : Parti démocratique suisse - PLR : Parti libéral-radical | - PAI : Parti des paysans, artisans et indépendants - PRD : Parti radical-démocratique - PSS : Parti socialiste suisse - UDC : Union démocratique du centre - UOP : Union des ouvriers et des paysans - PES : Les Verts |

Autres tendances et mouvements politiques :
- CL : Centre libéral
- GD : Gauche démocratique
- GL : Gauche libérale

## Liste
| Nom                            | Parti                                    | Mandat                        | Né   | Mort |
| ------------------------------ | ---------------------------------------- | ----------------------------- | ---- | ---- |
| Jakob Joseph Adam              | GL                                       | 1863–1868                     | 1828 | 1888 |
| Claudius Alder                 | Adl                                      | 1971–1983                     | 1938 |      |
| Kathrin Amacker                | PDC                                      | 2007–2010                     | 1962 |      |
| Adolf Ast                      | PAI                                      | 1922–1935                     | 1874 | 1936 |
| Felix Auer                     | PRD                                      | 1971–1991                     | 1925 | 2016 |
| Caspar Baader                  | UDC                                      | 1998–2014                     | 1953 |      |
| Johann Jakob Baader            | CL                                       | 1866–1869                     | 1810 | 1879 |
| Martin Bider                   | CL                                       | 1868–1872                     | 1812 | 1878 |
| Daniel Bieder                  | GL                                       | 1857–1863                     | 1825 | 1906 |
| Karl von Blarer                | PCP                                      | 1928–1931                     | 1885 | 1978 |
| Jules Blunschi                 | PCP                                      | 1951–1952                     | 1896 | 1967 |
| Ernst Boerlin                  | PRD                                      | 1943–1963                     | 1905 | 1975 |
| Florence Brenzikofer           | PES                                      | 2019-                         | 1975 |      |
| Karl Adolf Brodtbeck           | PSS                                      | 1919–1924                     | 1866 | 1932 |
| Jakob Buser                    | GL/PRD                                   | 1890–1913                     | 1847 | 1914 |
| Johann Bussinger               | GL                                       | 1854–1857                     | 1825 | 1889 |
| Thomas de Courten              | UDC                                      | 2011–                         | 1966 |      |
| Walter Degen                   | PAI/UDC                                  | 1947–1955 1959–1975           | 1904 | 1981 |
| Angeline Fankhauser            | PSS                                      | 1983–1999                     | 1936 |      |
| Hans-Rudolf Feigenwinter       | PDC                                      | 1975–1991                     | 1937 |      |
| Karl Flubacher                 | PRD                                      | 1967–1987                     | 1921 | 1992 |
| Emil Frey                      | GD (jusqu'en 1878) GL (depuis 1878)      | 1872–1882                     | 1838 | 1922 |
| Emil Remigius Frey             | GD                                       | 1848–1851                     | 1803 | 1889 |
| Ruth Gonseth                   | PES                                      | 1991–2001                     | 1943 |      |
| Jakob Graf                     | GL                                       | 1863–1866 1872–1887           | 1824 | 1887 |
| Maya Graf                      | PES                                      | 2001–2019                     | 1962 |      |
| Albert Grieder                 | PRD                                      | 1912–1919                     | 1863 | 1938 |
| Hugo Gschwind                  | PCP                                      | 1939–1943                     | 1900 | 1975 |
| Stephan Gschwind               | UOP                                      | 1889–1904                     | 1854 | 1904 |
| Stephan Gutzwiller             | GL                                       | 1851–1872                     | 1802 | 1875 |
| Hans Rudolf Gysin              | PRD                                      | 1987–2011                     | 1940 |      |
| Walter Hilfiker                | PSS                                      | 1943–1945                     | 1897 | 1945 |
| Rudolf Imhof                   | PDC                                      | 1995–2003                     | 1940 | 2014 |
| Claude Janiak                  | PSS                                      | 1999–2007                     | 1948 |      |
| Walter Jermann                 | PDC                                      | 2003–2007                     | 1945 |      |
| Rudolf Keller                  | DS                                       | 1991–1999                     | 1956 |      |
| Paul Kurrus                    | PRD                                      | 1999–2003                     | 1947 |      |
| Adolf Landolt                  | PSS                                      | 1959                          | 1907 | 1973 |
| Leo Lejeune                    | PSS                                      | 1955–1959                     | 1915 | 1985 |
| Kurt Leupin                    | DEM                                      | 1943–1951                     | 1907 | 1986 |
| Susanne Leutenegger Oberholzer | PSS                                      | 1987–1991 1999–2018           | 1948 |      |
| Emanuel Löw                    | GL                                       | 1869–1875                     | 1834 | 1908 |
| Leo Mann                       | PSS                                      | 1935–1951                     | 1890 | 1958 |
| Samira Marti                   | PSS                                      | 2018-                         | 1994 |      |
| Johann Jakob Matt              | GL                                       | 1848–1849                     | 1814 | 1882 |
| Fritz Maurer                   | PRD                                      | 1963–1967                     | 1901 | 1991 |
| Johannes Mesmer                | GD                                       | 1851–1854                     | 1791 | 1870 |
| Arnold Meyer                   | PRD                                      | 1932–1935                     | 1877 | 1959 |
| Theo Meyer                     | PSS                                      | 1990–1999                     | 1937 |      |
| Walter Meyer                   | UOP                                      | 1894–1899                     | 1837 | 1901 |
| Christian Miesch               | PRD (jusqu'en 1995) UDC (depuis 2003)    | 1991–1995 2003–2011 2014–2015 | 1948 |      |
| Hans-Rudolf Nebiker            | UDC                                      | 1975–1998                     | 1929 | 2008 |
| Eric Nussbaumer                | PSS                                      | 2007–                         | 1960 |      |
| Heinrich Ott                   | PSS                                      | 1979–1990                     | 1929 | 2013 |
| Johann Heinrich Plattner       | GL                                       | 1849–1851                     | 1795 | 1862 |
| Ambrosius Rosenmund            | GL                                       | 1882–1893                     | 1846 | 1896 |
| Albert Ryser                   | PSS                                      | 1945–1947 1951–1955           | 1903 | 1987 |
| Rudolf Scheibler               | PRD                                      | 1935–1939                     | 1879 | 1949 |
| Daniela Schneeberger           | PLR                                      | 2011–                         | 1967 |      |
| Elisabeth Schneider-Schneiter  | PDC                                      | 2010–                         | 1967 |      |
| Albert Schwander               | DEM                                      | 1904–1914                     | 1861 | 1922 |
| Gustav Adolf Seiler            | DVV (jusqu'en 1919) PRD (depuis 1919)    | 1914–1943                     | 1875 | 1949 |
| Sandra Sollberger-Muff         | UDC                                      | 2015–                         | 1973 |      |
| Hans Konrad Sonderegger        | indép.                                   | 1939–1943                     | 1891 | 1944 |
| Karl Stohler                   | PRD                                      | 1919–1928 1931–1932           | 1877 | 1932 |
| Hermann Straumann              | PRD                                      | 1911–1919                     | 1862 | 1948 |
| Heinrich Strub                 | PRD (jusqu'en 1917) indép. (depuis 1917) | 1914–1919                     | 1875 | 1954 |
| Johann Jakob Stutz             | GL                                       | 1887–1890                     | 1842 | 1913 |
| Johann Surbeck                 | PSS                                      | 1924–1939                     | 1892 | 1956 |
| Johannes Suter                 | GL/PRD                                   | 1891–1912                     | 1847 | 1912 |
| Carl Tanner                    | PRD                                      | 1919–1922                     | 1888 | 1962 |
| Gédéon Thommen                 | CL                                       | 1875–1890                     | 1831 | 1890 |
| Josef Tschopp                  | PDC                                      | 1952–1975                     | 1912 | 1993 |
| Paul Wagner                    | PSS                                      | 1963–1987                     | 1917 | 1997 |
| Fritz Waldner                  | PSS                                      | 1955–1979                     | 1911 | 1981 |